# Universidad Técnica Estatal de Aeronáutica de Ufá
Universidad Técnica Estatal de Aeronáutica de Ufá, (en ruso: Уфимский Государственный Авиационный Технический Университет) por sus siglas USATU, es una prestigiosa universidad situada en la ciudad de Ufá, Bashkortostán, Rusia.
Hoy en día la universidad se ha convertido en uno de los principales centros de enseñanza del sector aeronáutico en el país, y es junto a Moscovski Aviatzionni Institut (Instituto de Aviación de Moscú), una de las universidades más antiguas y de mayor prestigio relacionadas con la industria aeronáutica y aeroespacial. Actualmente la universidad participa en el lanzamiento de microsatélites.

## Historia
Las raíces históricas del USATU van hasta el siglo XIX, ya que fue la progenitora de la Universidad de Varsovia Instituto Politécnico, fundada en 1897 y cerrada durante la primera revolución rusa.
La historia oficial de la USATU se remonta a 1932. Primero se fundó el Instituto de Aviación de Rybinsk, que se inauguró en Rybinsk a finales de los 20-s del siglo pasado, y en otoño de 1941 el Instituto fue evacuado a Ufá, cambiando su nombre por Instituto de Aviación de Ufá.
En 1992 la universidad adquirió el estatuto de universidad técnica, y cambió su nombre a Universidad Técnica Estatal de Aeronáutica de Ufá.
El 8 de julio de 2022, se estableció la Universidad de Ciencia y Tecnología de Ufa mediante la reorganización (fusión) de BashSU y USATU, que finalizó el 1 de noviembre.

## Honores y galardones

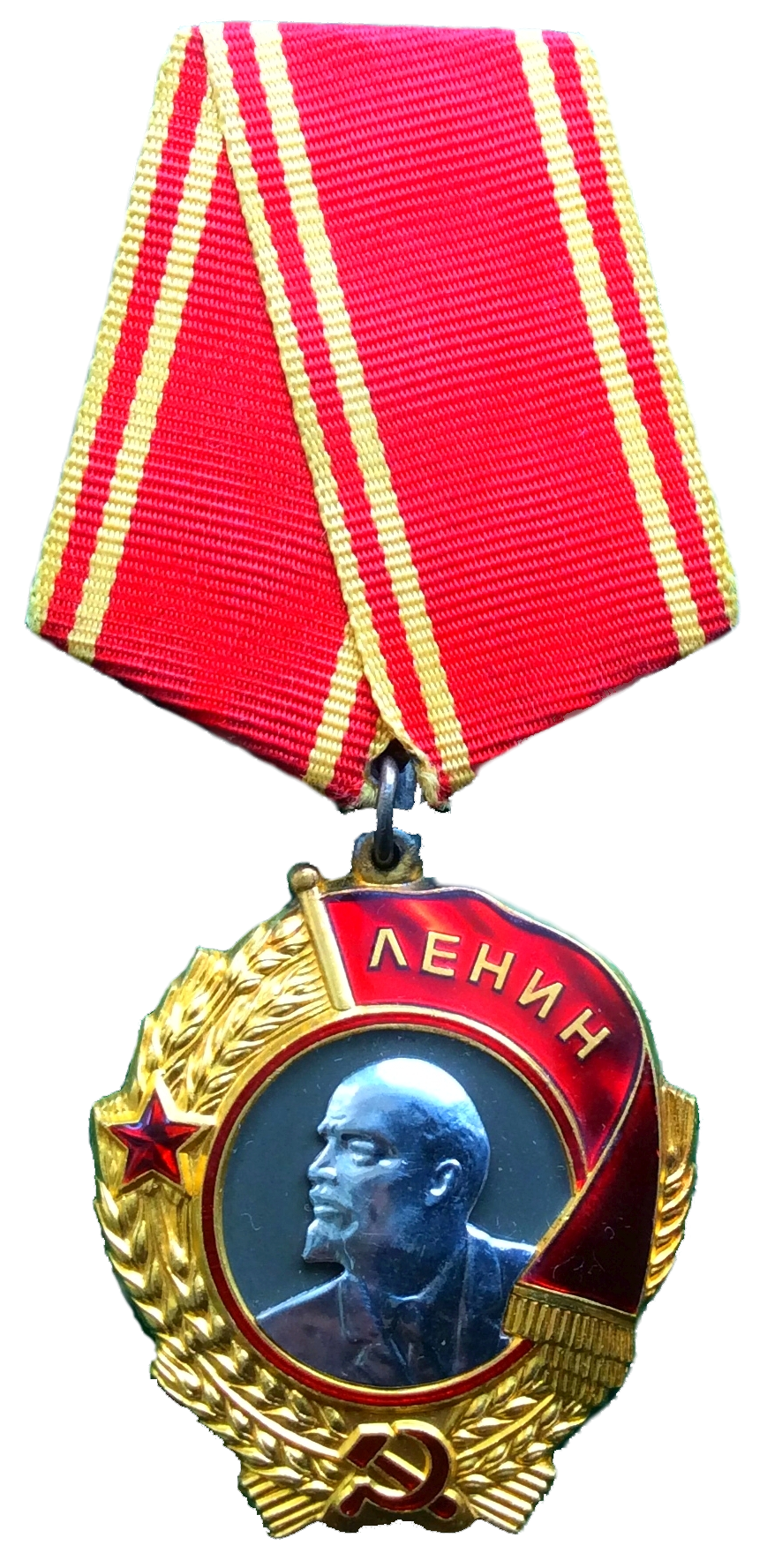
Orden de Lenin

En 1982, por servicios a la formación de especialistas y el desarrollo de la investigación científica, la universidad fue galardonada con la Orden de Lenin, premio más importante de la Unión de Repúblicas Socialistas Soviéticas, establecido por el Presidium de la URSS.
En 2014, la agencia "Expert RA", incluyó a la universidad USATU en la lista de las mejores universidades de la Comunidad de Estados Independientes, donde se le concedió la categoría de calificación "E".

## Facultades y departamentos de USATU
* Facultad de motores de aeronaves (FAD) 
-Departamento de motores de avión.
-Departamento de hidromecánico Aplicadas.
-Departamento de Resistencia de Materiales.
-Departamento de Mecánica Teórica.
-Instalaciones del Departamento de Energía.
-Departamento de motores de combustión interna.
-Departamento de Teoría de los motores de aviones y cohetes.
-Departamento de energía térmica Aviación y calefacción.
* Facultad de aviación y sistemas tecnológicos (Grasas) 
-Departamento de Metrología, Normalización y Certificación.
-Departamento de Automatización de Procesos (ex - Departamento de sistemas de producción automatizados).
-Departamento de máquinas herramientas mecatrónicos (ex - Departamento de sistemas de producción automatizados).
-Departamento de Ingeniería de Fabricación.
-Departamento de Nanotecnología.
-Departamento de Fundamentos de Diseño de mecanismos y máquinas.
-Departamento de Geometría Descriptiva y Dibujo.
-Departamento de máquinas y la tecnología de formación de metales.
-Departamento de máquinas y la tecnología de la fundición.
-Departamento del equipo y la tecnología de la producción de soldadura.
-Departamento de Ciencia de los Materiales y Física de Metales (ex - Departamento de Tecnología General y metalurgia).
* Facultad de Aviación Instrumentación (FAP) 
-Departamento de Aviación Instrumentación.
-Departamento de Información y equipos de medición.
-Departamento de Electrónica Industrial.
-Departamento de Sistemas de Telecomunicación.
-Departamento de Teoría de la eléctrica.
-Presidente de Electromecánica.
-Departamento de aviones eléctricos y transporte terrestre.
* Departamento de Informática y Robótica (Firth) 
-Departamento de Hacienda, la circulación monetaria y la seguridad económica.
-Departamento de Sistemas de Información Geográfica.
-Diseño Departamento de Computer Aided de Sistemas de Información.
-Departamento de Matemática Computacional y Cibernética.
-El Departamento de Sistemas de Control Automáticos.
-Departamento de Ingeniería Cibernética.
-Departamento de Informática y Seguridad de la Información.
-Departamento de Informática.
* Instituto de Economía y Gestión (INEC) (ex - Facultad de Economía, Administración y Finanzas (FEMF)) 
-Departamento de Finanzas y Análisis Económico.
-Departamento de Gestión y Marketing.
-Departamento de Economía y Gestión de la Producción.
-Departamento de Economía de la Empresa.
-Departamento de Informática Económicos.
-Departamento de Impuestos.
-Departamento de Sociología y Sociales Tecnologías.
-Departamento de Teoría Económica.
-Departamento de Gestión de la Innovación.
* Facultad científica general (ONF) 
-Departamento de Matemáticas.
-Departamento de tecnologías y sistemas de computación de alto rendimiento.
-Departamento de Matemáticas, capítulos especiales.
-Departamento de Matemática Computación.
-Departamento de Física.
-Departamento de Química General.
-Departamento de Comunicación y psicolingüística Idioma.
-Departamento de Filosofía.
-Departamento de Estudios de la Patria Historia y Culturales.
* Facultad de protección en situaciones de emergencia (FZCHS) 
-Departamento de Producción Seguridad y Ecología Industrial.
-Departamento de Seguridad contra Incendios.
* Formación para las 61 especialidades y 25 direcciones en las áreas de:

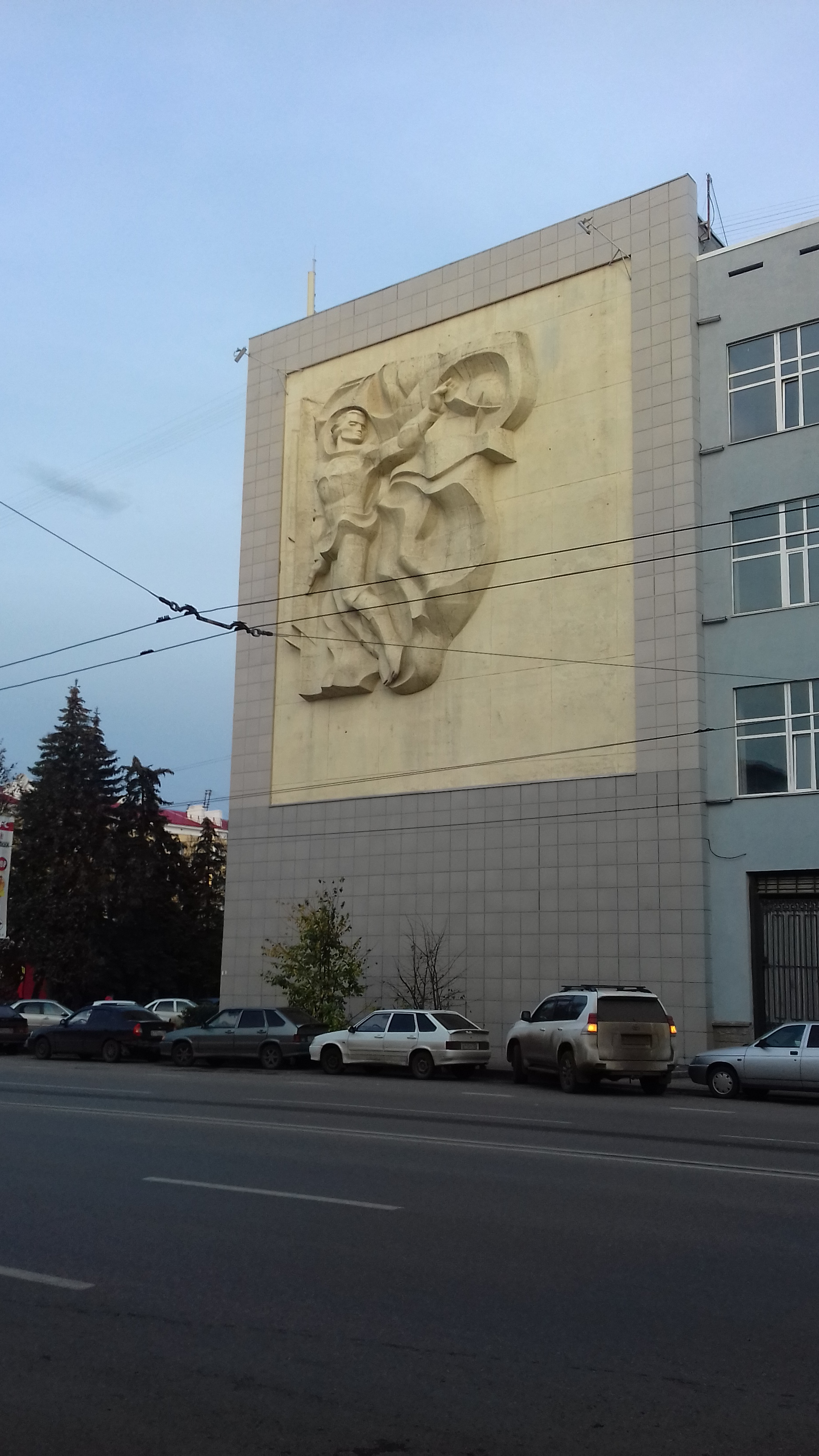

-Aviación, cohetes y tecnología espacial.
-Automatización y Control.
-La ingeniería y la metalurgia.
-Instrumentación.
-Tecnología Electrónica.
-Ingeniería de Radio y Comunicación.
-Electromecánica.
-Electricidad.
-Matemática Aplicada.
-Tecnología de la información y el ordenador.
-Economía y Gestión.
-Seguridad.

## Actividades internacionales de USATU
La cooperación internacional es una parte integral de la USATU. La tarea principal de la actividad internacional es la formación de soluciones estratégicas y tácticas para aumentar el prestigio internacional de la universidad sobre la base de la unidad de las actividades de educación, investigación e innovación de todos los departamentos, la promoción de la universidad al mercado internacional de los servicios educativos, de investigación y desarrollo.
USATU mantiene fuertes lazos con muchas universidades de todo el mundo, ha prestado y sigue prestando gran atención a sistematizar el proceso de cooperación con universidades extranjeras y centros de investigación, la potenciación de los intercambios científicos y educativos.
USATU está haciendo todos los esfuerzos para crear un sistema moderno de formación de los ciudadanos extranjeros y fortalecer su posición en el mercado de la educación internacional. Actualmente USATU ofrece cursos de preparación preuniversitaria, así como la formación en las facultades de la Universidad en todos los ámbitos de la formación. Después de su graduación, se conceden los graduados de licenciatura, maestría, además, existe la posibilidad de realizar estudios de postgrado en una amplia gama de campos científicos.
La Universidad trabaja en estrecha colaboración con:
-Universidad de Southampton (Reino Unido).
-International Development Research Centre ALGA (junto con Blekinge Institute of Technology, ciudad Karlskrona) (Suecia).
-Universidad Charles en Praga.
-Universidad Técnica de Ostrava.
-Universidad G.Plzen (República Checa).
-Instituto Nacional de Aeronáutica Poitiers.
-Central de la Escuela Politécnica de Nantes.
-Empresa ACB.
-Universidad de Ruan.
-Universidad Técnica de Metz (Francia).
-Universidad de Cádiz (España).
-Universidad Técnica de Viena (Austria).
-Laboratorio Nacional de Los Álamos.
-Universidad de California.
-Universidad de Texas en Brownsville (Estados Unidos).
-Universidad Politécnica de Turín.
-Universidad de Trento.
-Universidad de Roma La Sapienza (Italia).
-Universidad de Nankín de Ciencia y Tecnología.
-Nanjing Universidad de Aeronáutica y Astronáutica (China).
-Karlsruhe Institute of Technology.
-Universidad Técnica de Dresde.
-Universidad de Ciencias Aplicadas de Bonn-Rhein-Sieg.
-Universidad Ruhr de Bochum (Alemania).
-Universidad Técnica Eslovaca en Bratislava (Eslovaquia).
-Cretense Instituto de Educación Tecnológica (Grecia).
-Nueva Universidad de Lisboa (Portugal).
-Universidad Tecnológica de Wroclaw (Polonia).
-Universidad Meiji (Japón).
-Universidad de Monash (Australia).